# Xavier Fourcade
 (avril 2009).
Si vous disposez d'ouvrages ou d'articles de référence ou si vous connaissez des sites web de qualité traitant du thème abordé ici, merci de compléter l'article en donnant les références utiles à sa vérifiabilité et en les liant à la section « Notes et références ».
Pour les articles homonymes, voir Fourcade.
Xavier Fourcade (20 septembre 1926 – 28 avril 1987) était un marchand français-américain d'art moderne, propriétaire de la Xavier Fourcade Gallery à Manhattan.

## Biographie
Il représenta plusieurs artistes, comme : Willem de Kooning, Malcolm Morley, John Chamberlain, Joan Mitchell ou Catherine Murphy. 
Son frère était le réputé décorateur d’intérieur de la compagnie Denning & Fourcade, Vincent Fourcade. Xavier contracte le SIDA et meurt de pneumonie à le St. Luke's-Roosevelt Hospital Center à New York.